# Анатомический театр Киевского университета Св. Владимира

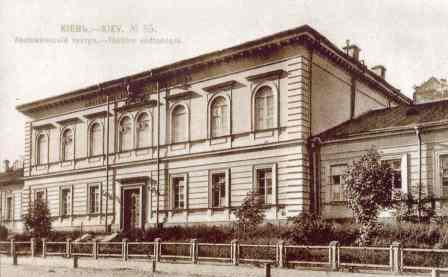
Анатомический театр Киевского университета Св. Владимира

Анатомический театр Киевского университета Св. Владимира ― учебно-вспомогательное учреждение медицинского факультета Киевского университета в XIX веке.

## Деятельность Анатомического театра
Открывшись в августе 1853 года, Анатомический театр Киевского университета Св. Владимира сразу же стал считаться лучшим в Европе, прославившись уникальными музейными коллекциями профессоров А. П. Вальтера ― первого директора театра (автора научного труда «Развитие различных зародышей и собрание черепов») и В. А. Беца («Анатомические и гистологические препараты мозга»). Именно в Анатомическом театре В. А. Бец открыл в 1874 году гигантские пирамидные клетки коры головного мозга, а в 1878 году П. И. Перемежко — «непрямое деление животных клеток (кариокинез)». Эти открытия прославили Киевский университет, отечественную медицинскую науку. В Анатомическом театре также работали профессора М. А. Тихомиров, Ф. А. Стефанис, Г. Н. Минх — учёные с мировой известностью.

## Архитектура зданий Анатомического театра
Анатомический театр был построен в 1851—1853 годах по проекту архитектора А. В. Беретти и представлял собой комплекс зданий на обширной (более десятины) площади на углу улиц Кадетской (ныне ул. Богдана Хмельницкого) и Больничной (ул. Пирогова). Главное здание Анатомического театра, выходящее фасадом на улицу Богдана Хмельницкого (средняя часть его — трёхэтажная, обработана рустами, боковые — одноэтажные), выражено в архитектурных формах русского классицизма XIX в.
В 1923 году переведён в здание по ул. Мечникова, д. 5. С 1973 года в здании размещается Музей медицины.